# 職工頭圍用膳 東京篇
《職工頭圍用膳 東京篇》（英語：（EPG用名）／（網站用名）），香港電視廣播有限公司旅遊、飲食節目，《職工頭圍用膳》姊妹作品，介紹日本東京煮給自己員工吃的公司與食肆，節目於2023年6月19日至7月7日逢星期一至五20:30至21:00於J2播映，由姜麗文、林沚羿主持。

## 每集內容
| 集數 | 日期    | 主題                         | 人員           |
| ---- | ------- | ---------------------------- | -------------- |
| 01   | 6月19日 | 鳥燒專門店「開心樂員餐」     | 林沚羿         |
| 02   | 6月20日 | 廚師發辦「愛妻」福食         | 姜麗文         |
| 03   | 6月21日 | 漂洋過海「傳承」港式風味     | 姜麗文         |
| 04   | 6月22日 | 「人氣」拉麵店員工「感謝餐」 | 林沚羿         |
| 05   | 6月23日 | 台式料理店「最幸福」員工餐   | 林沚羿         |
| 06   | 6月26日 | 米芝蓮餐廳「星級」員工餐     | 姜麗文         |
| 07   | 6月27日 | 餃子名店「家鄉味」員工餐     | 林沚羿         |
| 08   | 6月28日 | 懷石料理店員工餐「特訓」     | 林沚羿         |
| 09   | 6月29日 | 「粵來粵愛」廣東料理員工餐   | 林沚羿         |
| 10   | 6月30日 | 認真「打工」換免費餐         | 姜麗文、林沚羿 |
| 11   | 7月3日  | 星級大廚「自然系」創意料     | 姜麗文、林沚羿 |
| 12   | 7月4日  | 百年老店元祖蛋包飯           | 姜麗文、林沚羿 |
| 13   | 7月5日  | 粵菜餐廳正宗「港味」福食     | 林沚羿         |
| 14   | 7月6日  | 上班族熱捧「人氣」便當屋     | 姜麗文         |
| 15   | 7月7日  | 「我們這一家」溫馨員工餐     | 姜麗文、林沚羿 |

## 外部連結
- 職工頭圍用膳 東京篇 - 主頁 - tvb.com （页面存档备份，存于）
- 職工頭圍用膳 東京篇 - myTV SUPER （页面存档备份，存于）